# Вја Фосколо (Комо)
Вја Фосколо је насеље у Италији у округу Комо, региону Ломбардија.
Према процени из 2011. у насељу је живело 50 становника. Насеље се налази на надморској висини од 318 м.